# Kamerun na Letnich Igrzyskach Olimpijskich 1972
Kamerun na Letnich Igrzyskach Olimpijskich 1972 reprezentowało 11 zawodników, którzy nie zdobyli medalu. Był to trzeci start reprezentacji Kamerunu na letnich igrzyskach olimpijskich.

## Skład kadry

### Boks
Mężczyźni
- Jean Bassomben - waga ciężka - 9. miejsce
- David Oleme - waga kogucia - 17. miejsce
- Emmanuel Eloundou - waga piórkowa - 33. miejsce

### Kolarstwo
Mężczyźni
- Nicolas Owona - kolarstwo szosowe (wyścig indywidualny ze startu wspólnego) - nie ukończył
- Joseph Kono - kolarstwo szosowe (wyścig indywidualny ze startu wspólnego) - nie ukończył
- Joseph Evouna - kolarstwo szosowe (wyścig indywidualny ze startu wspólnego) - nie ukończył
- Jean Bernard Djambou - kolarstwo szosowe (wyścig indywidualny ze startu wspólnego) - nie ukończył
- Nicolas Owona, Joseph Kono, Joseph Evouna, Jean Bernard Djambou - kolarstwo szosowe (jazda drużynowa na czas) - 33. miejsce

### Lekkoatletyka
Mężczyźni
- Esaie Fongang - 10 000 m - odpadł w półfinałach
- Esaie Fongang - 1500 m - odpadł w eliminacjach
- Gaston Malam - 100 m, 200 m - odpadł w eliminacjach
- Hamadou Evelé - skok w wzwyż - odpadł w eliminacjach
- Esau Adenji - 3000 m z przeszkodami, 5000 m- odpadł w eliminacjach